# Cendrillon ou la Pantoufle mystérieuse
Cendrillon ou la Pantoufle merveilleuse és una pel·lícula muda francesa de 1912 dirigida per Georges Méliès, basat en el conte de fades de Charles Perrault.

## Producció
Méliès havia adaptat anteriorment La Ventafocs tretze anys abans, a una pel·lícula de 1899 que havia estat el seu primer gran èxit. La Cendrillon de 1912 es pot considerar un remake de la pel·lícula anterior; ambdues deriven directament del conte original de Perrault.
La pel·lícula es va fer l'estiu i la tardor de 1912. Louise Lagrange, que més tard apareixerà a molts pel·lícules franceses i de Hollywood, interpreta una de les germanes de la Ventafocs. En una conversa amb els escriptors d'una publicació del Centre National du Cinéma, Essai de reconstitution du catalogue français de la Star-Film, va recordar l'amabilitat i la cortesia de Méliès, així com la seva meticulosa diligència durant el rodatge. de seqüències d'efectes especials. El príncep blau també és interpretat per una actriu. El mateix Méliès apareix a la pel·lícula com el missatger del príncep que busca el propietari de la sabatilla de vidre. La pel·lícula inclou un ús extensiu de la filmació en localització a l'aire lliure, una pràctica comuna a les pel·lícules posteriors de Méliès. Els efectes especials de la pel·lícula es van crear amb maquinària escènica, fosa i escamoteigs.
Com totes les altres pel·lícules que Méliès va fer els anys 1911 i 1912, Cendrillon es va fer sota la supervisió de Charles Pathé per al seu estudi Pathé Frères. Després de rebre la pel·lícula de Méliès, Pathé va autoritzar el cineasta Ferdinand Zecca a editar-lo. Zecca va reduir la pel·lícula a la meitat de la durada que Méliès pretenia, i probablement també és responsable d'afegir els efectes transversals i els plans mitjans que es veuen a la pel·lícula, ja que aquests dispositius són molt inusuals a l'estil de Méliès.
El 1944, la vídua de Méliès Jehanne d'Alcy va afirmar a la Cinémathèque Française que Zecca havia "massacrat" la pel·lícula, tallant les millors escenes, inclosa una en què les carabasses corren entre si per un jardí. D'Alcy va afirmar que el muntatge va ser un sabotatge deliberat, destinat a arruïnar la carrera de Méliès. Aquest càrrec contra Zecca no es va demostrar mai, tot i que les abruptes edicions lineals suggereixen que el treball de Zecca es va estendre a una reedició de tota la pel·lícula.

## Llançament i recepció
Segons els anuncis de desembre de 1912, la pel·lícula es va estrenar el 3 de gener de 1913. Es va anunciar com a féerie en 2 parties et 30 tableaux, d'après le chef-d'œuvre de Charles Perrault. No va ser un èxit, en part pel conflicte de direcció entre Méliès, Zecca i Pathé, i parcialment perquè l'estil teatral de Méliès havia passat de moda el 1912.

## Obra citada
- Malthête, Jacques & Mannoni, Laurent (2008), L'oeuvre de Georges Méliès, Paris: Éditions de La Martinière, ISBN 9782732437323